# Fairfax (Missouri)
Fairfax è una città degli Stati Uniti d'America, nella Contea di Atchison, nello Stato del Missouri.

## Geografia fisica
Secondo lo United States Census Bureau, la città ha una superficie totale di 1,26 km².

## Storia
Fairfax è stata fondata nel 1881.